# Raspoganče
Raspoganče (Servisch cyrillisch Распоганче) is een plaats in de Servische gemeente Sjenica. De plaats telt 132 inwoners (2002).